# Columbia (Alabama)
Columbia es un pueblo ubicado en el condado de Houston en el estado estadounidense de Alabama. En el censo de 2000, su población era de 804. 

## Demografía
En el 2000 la renta per cápita promedia del hogar era de $ 27.500$ , y el ingreso promedio para una familia era de 36.339$. El ingreso per cápita para la localidad era de 15.248$. Los hombres tenían un ingreso per cápita de 29.821$ contra 18.393$ para las mujeres.

## Geografía
Columbia está situado en 31°17′32″N 85°06′44″O / 31.29222, -85.11222 (31.292283, -85.112123).
Según la Oficina del Censo de los EE. UU., la ciudad tiene un área total de 3.99 millas cuadradas (10.34 km ²).